# Paracupes brasiliensis
Paracupes brasiliensis is een keversoort uit de familie Cupedidae. De wetenschappelijke naam van de soort is voor het eerst geldig gepubliceerd in 1898 door Kolbe.